# Aderitotermes
Aderitotermes es un género de termitas isópteras perteneciente a la familia Termitidae que tiene las siguientes especies:
1. Aderitotermes cavator
2. Aderitotermes fossor